# راک هیلز (نیویورک)
راک هیلز (به انگلیسی: Rock Hill) یک منطقهٔ مسکونی در ایالات متحده آمریکا است که در شهرستان سولیوان، نیویورک واقع شده‌است. راک هیلز ۱۲٫۰ کیلومتر مربع مساحت و ۱٬۷۴۲ نفر جمعیت دارد و ۴۲۰ متر بالاتر از سطح دریا واقع شده‌است.